# Final do Campeonato Potiguar de Futebol de 2015
A Final do Campeonato Potiguar de 2015 foi a decisão da 96ª edição do Campeonato Potiguar, disputada entre o ABC de Natal e o América de Natal, os jogos foram disputados nos dias 29 de abril e 2 de maio.
O América de Natal, por ter empatado um primeiro jogo por 1 a 1 e vencido o segundo jogo em 1 a 0, sagrou-se bicampeão Potiguar de 2015.

## Transmissão
Para o Nordeste do Brasil, o jogo de ida foi transmitido pelo Canal Esporte Interativo Nordeste e o jogo da volta será pelo Esporte Interativo.

## Caminho até a final
Os dois finalistas se classificaram para Final por vencer um turno cada um, onde América de Natal ganhou o 1º turno chamado de Copa Cidade de Natal e ABC ganhou o 2º Turno chamado de Copa RN.
| Primeira Fase | Primeira Fase | Primeira Fase | Finalistas | Segunda Fase | Segunda Fase | Segunda Fase  |
| América-RN    | América-RN    | América-RN    | Rodadas    | ABC          | ABC          | ABC           |
| Casa          | Resultado     | Fora          | Rodadas    | Casa         | Resultado    | Fora          |
| ------------- | ------------- | ------------- | ---------- | ------------ | ------------ | ------------- |
| América-RN    | 2 – 0         | Potiguar-MO   | 1ª         | ABC          | 2 – 0        | Alecrim       |
| Coríntians-RN | 0 – 3         | América-RN    | 2ª         | ABC          | 2 – 0        | Potiguar-MO   |
| Baraúnas      | 0 – 0         | América-RN    | 3ª         | Palmeira     | 0 – 4        | ABC           |
| América-RN    | 2 – 1         | Globo         | 4ª         | ABC          | 4 – 0        | Santa Cruz-RN |
| América-RN    | 5 – 0         | Palmeira      | 5ª         | ABC          | 1 – 0        | Baraúnas      |
| ABC           | 1 – 1         | América-RN    | 6ª         | América-RN   | 0 – 2        | ABC           |
| América-RN    | 3 – 0         | Força e Luz   | 7ª         | Globo        | 1 – 2        | ABC           |
| América-RN    | 4 – 0         | Santa Cruz-RN | 8ª         |              |              |               |
| Alecrim       | 0 – 2         | América-RN    | 9ª         |              |              |               |

Legenda:      Vitória —      Empate —      Derrota
| Classificação | Classificação       | Classificação | Classificação | Classificação | Classificação | Classificação | Classificação | Classificação | Classificação | Classificação | Classificação |
| Pos           | Times               | Pts           | J             | V             | E             | D             | GP            | GC            | SG            | %             |               |
| ------------- | ------------------- | ------------- | ------------- | ------------- | ------------- | ------------- | ------------- | ------------- | ------------- | ------------- | ------------- |
| 1             | América de Natal    | 23            | 9             | 7             | 2             | 0             | 22            | 2             | 20            | 85,19%        |               |
| 2             | ABC                 | 19            | 9             | 5             | 4             | 0             | 17            | 6             | 11            | 70,37%        |               |
| 3             | Alecrim             | 18            | 9             | 6             | 0             | 3             | 12            | 11            | 1             | 66,67%        |               |
| 4             | Globo               | 16            | 9             | 5             | 1             | 3             | 20            | 11            | 9             | 59,26%        |               |
| 5             | Potiguar de Mossoró | 16            | 9             | 5             | 1             | 3             | 16            | 11            | 5             | 59,26%        |               |
| 6             | Baraúnas            | 13            | 9             | 4             | 1             | 4             | 9             | 8             | 1             | 48,15%        |               |
| 7             | Santa Cruz-RN       | 10            | 9             | 3             | 1             | 5             | 12            | 19            | -7            | 37,04%        |               |
| 8             | Palmeira            | 7             | 9             | 2             | 1             | 6             | 9             | 21            | -12           | 25,93%        |               |
| 9             | Força e Luz         | 3             | 9             | 1             | 0             | 8             | 6             | 21            | -15           | 11,11%        |               |
| 10            | Corintians de Caicó | 3             | 9             | 0             | 3             | 6             | 7             | 20            | -13           | 11,11%        |               |

| Classificação | Classificação       | Classificação | Classificação | Classificação | Classificação | Classificação | Classificação | Classificação | Classificação | Classificação | Classificação |
| Pos           | Times               | Pts           | J             | V             | E             | D             | GP            | GC            | SG            | %             |               |
| ------------- | ------------------- | ------------- | ------------- | ------------- | ------------- | ------------- | ------------- | ------------- | ------------- | ------------- | ------------- |
| 1             | ABC                 | 21            | 7             | 7             | 0             | 0             | 17            | 1             | 16            | 100,0%        |               |
| 2             | América de Natal    | 14            | 7             | 4             | 2             | 1             | 15            | 9             | 6             | 66,67%        |               |
| 3             | Globo               | 12            | 7             | 3             | 3             | 1             | 12            | 6             | 6             | 57,14%        |               |
| 4             | Santa Cruz-RN       | 10            | 7             | 3             | 1             | 3             | 8             | 12            | -4            | 47,62%        |               |
| 5             | Alecrim             | 7             | 7             | 2             | 1             | 4             | 9             | 12            | -3            | 33,33%        |               |
| 6             | Palmeira            | 7             | 7             | 2             | 1             | 4             | 7             | 16            | -9            | 33,33%        |               |
| 7             | Baraúnas            | 6             | 7             | 2             | 0             | 5             | 9             | 12            | -3            | 28,57%        |               |
| 8             | Potiguar de Mossoró | 3             | 7             | 1             | 0             | 6             | 8             | 17            | -9            | 14,29%        |               |

## Detalhes da Final

### Jogo de Ida
| 29 de abril de 2015 | América de Natal | 1 - 1          | ABC           | Arena das Dunas, Natal                                                                  |
| 19:45               | Max 26'          | Súmula Borderô | 84' Reginaldo | Público: 9 495 Renda: R$ 280.265,00 Árbitro: PA Dewson Fernando Freitas da Silva (FIFA) |

| América-RN | ABC |

| G                 | 101 | Bussato             | 55'      |     |
| LD                | 102 | Diogo               |          |     |
| Z                 | 103 | Flávio Boaventura   | 45+1'    |     |
| Z                 | 104 | Cléber              | 13'      |     |
| LE                | 106 | Álvaro              |          |     |
| V                 | 105 | Judson              | 45+1'    |     |
| V                 | 107 | Maguinho            | 37', 39' |     |
| V                 | 108 | Zé Antônio Paulista | 81'      |     |
| M                 | 110 | Cascata             | 45'      |     |
| M                 | 111 | Thiago Potiguar     | 63'      | 63' |
| A                 | 109 | Max                 | 69'      |     |
| Substituições:    |     |                     |          |     |
| V                 | 114 | Tiago Dutra         | 45'      |     |
| M                 | 116 | Adriano Pardal      | 62'      |     |
| V                 | 122 | Régis Potiguar      | 81'      |     |
| Treinador:        |     |                     |          |     |
| Roberto Fernandes |     |                     |          |     |

| G              | 1  | Saulo            |  |       |  |       |
| LD             | 2  | Reginaldo        |  |       |  |       |
| Z              | 3  | Suéliton         |  | 17'   |  |       |
| Z              | 4  | Leandro Amaro    |  | 35'   |  |       |
| LE             | 6  | Lima             |  | 61'   |  |       |
| V              | 5  | Fábio Bahia      |  |       |  |       |
| V              | 7  | Rafael Miranda   |  |       |  |       |
| V              | 8  | Michel Benhami   |  | 45+2' |  | 45'   |
| M              | 10 | Erivélton        |  |       |  |       |
| A              | 11 | Fabinho Alves    |  | 79'   |  |       |
| A              | 9  | Kayke            |  | 70'   |  |       |
| Substituições: |    |                  |  |       |  |       |
| Z              | 13 | Mael             |  | 35'   |  | 45+3' |
| A              | 20 | Bruno Luiz       |  | 45'   |  | 57'   |
| M              | 16 | Wellington Bruno |  | 70'   |  |       |
| Treinador:     |    |                  |  |       |  |       |
| Josué Teixeira |    |                  |  |       |  |       |

| Bandeirinhas: RN Ubiratan Bruno Viana (CBF) RN Francisco Jailson F. da Silva (CBF) Quarto árbitro: RN Suélson Diógenes de França Medeiros (CBF) |

### Jogo de Volta
| 02 de maio de 2015 | ABC | 0 - 1          | América de Natal      | Frasqueirão, Natal                                                       |
| 16:00              |     | Súmula Borderô | 20' Flávio Boaventura | Público: 12 883 Renda: R$ 299.915,00 Árbitro: RS Anderson Daronco (FIFA) |

| ABC | América-RN |

| G              | 1  | Saulo            |     |       |
| LD             | 2  | Reginaldo        | 72' |       |
| Z              | 3  | Suéliton         |     |       |
| Z              | 4  | Leandro Amaro    | 54' |       |
| LE             | 6  | Lima             |     |       |
| V              | 5  | Fábio Bahia      |     |       |
| V              | 7  | Rafael Miranda   | 58' |       |
| M              | 8  | Wellington Bruno |     |       |
| M              | 10 | Erivélton        | 62' |       |
| A              | 11 | Fabinho Alves    |     |       |
| A              | 9  | Kayke            | 72' |       |
| Substituições: |    |                  |     |       |
| A              | 18 | João Paulo       | 58' | 90+2' |
| A              | 20 | Bruno Luiz       | 72' |       |
| M              | 16 | Michel Benhami   | 72' |       |
| Treinador:     |    |                  |     |       |
| Josué Teixeira |    |                  |     |       |

| G                 | 101 | Bussato             | 80' |       |
| LD                | 102 | Diogo               |     |       |
| Z                 | 103 | Flávio Boaventura   | 58' |       |
| Z                 | 104 | Cléber              |     |       |
| LE                | 106 | Álvaro              |     |       |
| V                 | 105 | Judson              | 10' |       |
| V                 | 108 | Zé Antônio Paulista |     |       |
| M                 | 110 | Cascata             | 72' | 77'   |
| M                 | 111 | Thiago Potiguar     | 71' |       |
| A                 | 107 | Adriano Pardal      | 57' | 59'   |
| A                 | 109 | Max                 | 16' |       |
| Substituições:    |     |                     |     |       |
| V                 | 114 | Tiago Dutra         | 59' | 90+2' |
| A                 | 119 | Emerson             | 71' |       |
| M                 | 117 | Daniel Costa        | 77' |       |
| Treinador:        |     |                     |     |       |
| Roberto Fernandes |     |                     |     |       |

| Bandeirinhas: RN Izac Márcio da Silva Oliveira (CBF) RN Aldeima Luzia da Silva (CBF) Quarto árbitro: RN Caio Max Augusto Vieira (CBF) |

## Premiação
| Campeonato Potiguar de 2015           |
| ------------------------------------- |
|                                       |
| América de Natal Campeão (35º título) |